# Кристијан Колман
Кристијан Колман (енгл. Christian Coleman; рођен 6. марта 1996.) је амерички атлетичар, спринтер који се такмичи у тркама на 60, 100 и 200 метара. Био је светски шампион 2019. на 100 метара и у штафети 4 × 100 метара. Лични рекорд од 9,76 секунди на 100 м га ставља на 6. место најбржих свих времена у историји трке на 100 метара. Колман је светски рекордер у дворани на 60 метара са 6,34 секунде. Био је шампион Дијамантске лиге 2018. и 2023. и први на светским ранг листама на 100 м у сезонама 2017, 2018. и 2019.
Колман је представљао Сједињене Државе у штафети на Летњим олимпијским играма 2016, такмичећи се само у квалификацијама. Био је освајач златне медаље у трци на 60 м на Светском првенству у дворани 2018. у Бирмингему. У Београду, четири године касније, освојио је сребрну медаљу.

## Каријера
Рођен у породици Сета и Дафне Колман у Атланти, Џорџија, Кристијан је одрастао са две сестре, Камрин и Кејлин. Потицао је из спортске породице и од малих ногу је побеђивао у скоку у даљ у својој старосној категорији.
Похађао је католичку средњу школу у Фајетвилу у Џорџији и био је део атлетског средњошколског тима. Поред атлетике, био је активан и као средњошколски играч америчког фудбала, и то на позицији дефанзивног бека и хватача. Колман је добио спортску стипендију Фред Р. Ленгли и наставио је да похађа Универзитет у Тенесију.

#### Олимпијске игре 2016.
Колман се квалификовао за Олимпијске игре 2016. на 100 и 200 метара. У полуфиналу америчке квалификационе трке на 100 м први пут је пробио границу од 10 секунди, истрчавши је за 9,95 секунди. Био је мало спорији у финалу, међутим, пласирао се на шесто место, што га је потенцијално квалификовало за америчку штафету 4 × 100 м. Колман је 11. јула именован у амерички штафетни тим 4 × 100 метара. На Олимпијским играма, Колман је трчао другу измену за штафету САД 4 × 100 метара у квалификацијама, и допринео победи ове штафете у квалификационој трци са временом од 37,65 секунди. Тим који је трчао у финалу, без Колмана, је дисквалификован.

#### Светско првенство 2017.
Колман је освојио сребро у финалу на 100 метара, са временом од 9,94 секунде, иза Џастина Гетлина и испред Јусеина Болта, који је тада истрчао своју последњу трку на 100 метара. Колман је одустао од трке на 200 метара због умора. Трчао је ипак последњу измену штафете 4 × 100 метара, која је завршила друга са временом 37,52 секунде, 0,05 секунди иза штафете Велике Британије.

#### 2018.
Колман је започео своју сезону у дворани 2018. са новим светским рекордом од 6,37 секунди на 60 метара на митингу у Јужној Каролини. Овим резултатом оборио је скоро 20-година стар светски рекорд Мориса Грина за две стотинке секунде. Већ месец дана касније, 18. фебруара 2018, на дворанском првенству Сједињених Држава у Албукеркију у Новом Мексику, Колман је поправио свој светски рекорд истрчавши 6,34 секунде у финалу трке на 60 метара.
Колман је освојио титулу на 60 метара на Светском првенству у дворани у Бирмингему, забележивши рекорд светских првенстава (којег је пре њега држао Морис Грин). Колманов резултат од 6,37 секунди је постао најбрже време у затвореном простору на нивоу мора. То му је била прва златна медаља на највећим светским такмичењима.
На почетку сезоне на отвореном, Колман је повредио потколеницу у априлу на тренингу и изгубио прве две трке на 100 метара. Након неколико пораза у тркама на 100 метара, Колман је одустао од додатних трка како би се излечио од повреда. Колман се коначно вратио на стазу у јулу, победивши у трци на 100 метара у Рабату у Мароку са 9,98 секунди, у тесном финишу испред Ноа Лајлса и Мајка Роџерса.
На финалу Дијамантске лиге 2018. у Бриселу, у Белгији, Колман је постигао 9,79 секунди на 100 метара, поправивши свој лични рекорд за три стотинке секунде. Овај наступ ставио је Колмана на 7. место најбржих 100-метраша свих времена (изједначено са Морисом Грином).

#### 2019.
Колман је прескочио сезону у затвореном 2019. како би се у потпуности припремио за дугу сезону на отвореном. У августу 2019. Антидопинг агенција Сједињених Америчких Држава привремено је суспендовала Колмана на основу тога што је пропустио три теста на допинг у периоду од претходних 12 месеци. То би резултирало двогодишњом забраном такмичења и забрана учешћа на Светском првенству у атлетици 2019. и Олимпијским играма у Токију 2020. године. Колман је успешно уложио жалбу на одлуку о суспензији на основу тога што према Међународном стандарду Светске антидопинг агенције за тестирање и истраге, први пропуштени тест треба да буде датиран уназад на први дан оног тромесечја када је заказано тестирање (1. априла 2018. у Колмановом случају). Пошто је трећи неуспех у проналажењу Колмана ради тестирања дошао 26. априла 2019., то је значило да је пропустио два теста у претходних 12 месеци. Неуспеси у проналажењу Колмана ради тестирања, потом суспензија и каснија успешна жалба могли су да остану у приватности, али вест је процурила у јавност пре Светског првенства.
Колман је 28. септембра 2019. победио у финалу трке на 100 метара за мушкарце на Светском првенству у Дохи, у Катару, поставивши лични рекорд од 9,76 секунди. То време чини Колмана шестим најбржим човеком у историји, као и трећим најбржим Американцем у историји.

#### 2020.
17. јуна је објављено да је Колман привремено суспендован из такмичења због додатног пропуштеног теста на допинг од 9. децембра 2019. 27. октобра, објављено је да је Колман суспендован до 13. маја 2022. Касније се жалио на одлуку Суду за спортску арбитражу.

#### 2021.
Колманова забрана је 16. априла смањена на 18 месеци по његовој жалби. Пошто је суспензија истицала 13. новембра 2021., то је значило да ће Колман пропустити Олимпијске игре у Токију.

#### 2022.
Колман се вратио након суспензије, али није био у форми из претходних година. Истрчао је најбоље резултате у сезони 6,41 на 60 метара, 9,87 на 100 метара и 19,92 на 200 метара. На Светском првенству у Јуџину завршио је 6. на 100 метара и освојио је сребро са штафетом 4 × 100 метара, која је изгубила од Канаде за само 0,07 секунди.

#### 2023.
На почетку Светског првенства у атлетици, Будимпешта Колман је имао сезонски најбољи резултат од 9,91. Колман се оклизнуо у финалу и није освојио медаљу. Ипак, успео је да освоји златну медаљу у финалу штафета 4 x 100 метара.

## Статистика
Информације са профила Кристијана Колмана са сајта Светске атлетике.

### Лични рекорди
| Дисциплина                   | Време   | Место одржавања    | Датум               | Напомене                  |
| ---------------------------- | ------- | ------------------ | ------------------- | ------------------------- |
| Трка на 40 јарди             | 4,12    | Ноксвил, САД       | 1. мај 2017.        | Незванични светски рекорд |
| Трка на 60 метара у дворани  | 6,34    | Албукерки, САД     | 18. фебруар 2018.   | Светски рекорд            |
| Трка на 100 метара           | 9,76    | Доха, Катар        | 28. септембар 2019. | (+0,6 м/с ветар),         |
| Трка на 200 метара           | 19,85   | Лексингтон, САД    | 27. мај 2017.       | (−0,5 м/с ветар)          |
| Трка на 200 метара у дворани | 20,11   | Колеџ Стејшон, САД | 11. март 2017.      |                           |
| Штафета 4×100 метара         | 37,10   | Доха, Катар        | 5. октобар 2019.    |                           |
| Штафета 4×200 метара         | 1:22,92 | Гејнсвил, САД      | 2. април 2016.      |                           |

### Међународна такмичења
| Година | Такмичење                   | Место                           | Позиција          | Дисциплина | Резултат | Белешка                      |
| ------ | --------------------------- | ------------------------------- | ----------------- | ---------- | -------- | ---------------------------- |
| 2016.  | Олимпијске игре             | Рио де Жанеиро, Бразил          | 1. (у полуфиналу) | 4×100 м    | 37,65    | (Колман није трчао у финалу) |
| 2017.  | Светско првенство           | Лондон, Уједињено Краљевство    | 2.                | 100 м      | 9,94     | (−0,8 м/с ветар)             |
| 2017.  | Светско првенство           | Лондон, Уједињено Краљевство    | 2.                | 4×100 м    | 37,52    |                              |
| 2018.  | Светско првенство у дворани | Бирмингем, Уједињено Краљевство | 1.                | 60 м       | 6,37     |                              |
| 2019.  | Светско првенство           | Доха, Катар                     | 1.                | 100 м      | 9,76     | (+0,6 м/с ветар)             |
| 2019.  | Светско првенство           | Доха, Катар                     | 1.                | 4×100 м    | 37,10    |                              |
| 2022.  | Светско првенство у дворани | Београд, Србија                 | 2.                | 60 м       | 6,41     |                              |
| 2022.  | Светско првенство           | Јуџин, САД                      | 6.                | 100 м      | 10,01    |                              |
| 2022.  | Светско првенство           | Јуџин, САД                      | 2.                | 4×100 м    | 37,55    |                              |
| 2023.  | Светско првенство           | Будимпешта, Мађарска            | 5.                | 100 м      | 9,92     |                              |
| 2023.  | Светско првенство           | Будимпешта, Мађарска            | 1.                | 4 × 100 м  | 37,38    |                              |

### Видео снимци
- Кристијан Колман трчи 40 јарди резултатом 4,12 секунди на веб-сајту ESPN
- Кристијан Колман побеђује у финалу америчког дворанског првенства на 60 метара резултатом 6,34 секунде на сајту YouTube
- Мушкарци 60м | Светско првенство у дворани у Бирмингему 2018 на сајту YouTube / World Athletics
- Кристијан Колман побеђује у финалу Дијамантске лиге на 100 метара резултатом 9,79 секунди на веб-сајту Дијамантске лиге
- Колман побеђује на 100м | Светско првенство у атлетици 2019 на сајту YouTube / World Athletics